# 1230 هـ
1230 هـ هي سنة في التقويم الهجري امتدت مقابلةً في التقويم الميلادي بين سنتي 1814 و1815.

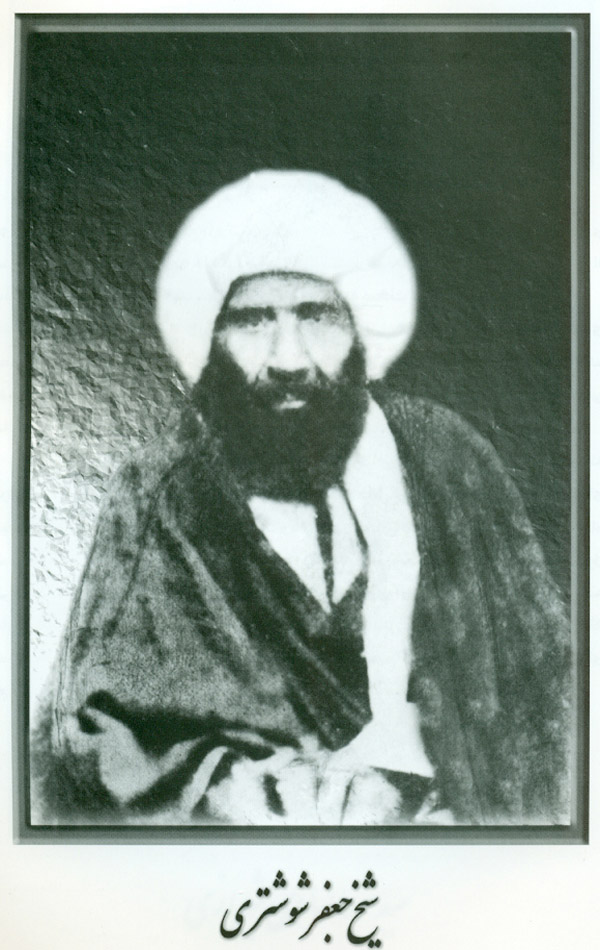
جعفر التستري

## أحداث
- المصريون ينتصرون على السعوديين في معركة بسل.

## مواليد
- محمد باقر الإسكوئي.
- جعفر التستري
- راكان بن فلاح بن حثلين
- فتسشتاين
- محمد باقر الأسكوئي
- محمد بن سليمان التنكابني
- محمود حمدي الفلكي
- وليم هوك مورلي
- موسى الطالقاني

## وفيات
- أبو العباس أحمد التيجاني
- إبراهيم بن محمد السدحان
- كارستن نيبور
- محمد الرهوني
- محمد بن أحمد بن عرفة الدسوقي
- بخروش بن علاس الزهراني